# West Lafayette
West Lafayette est une ville américaine du Comté de Tippecanoe, dans l'État de l'Indiana aux États-Unis.  
Au recensement de 2010, la population s'élevait à 29 596 personnes.
Le Bureau du recensement des États-Unis indique une superficie de 14,3 km2 pour West Lafayette.
La ville de West Lafayette accueille, depuis la seconde moitié du XIXe siècle, l'université Purdue.
À quelques kilomètres de là, s'élevait le Fort Ouiatenon qui fut édifié au XVIIIe siècle par les Français pour défendre les frontières de la Nouvelle-France.

## Démographie
| Groupe            | West Lafayette | Indiana | États-Unis |
| ----------------- | -------------- | ------- | ---------- |
| Blancs            | 76,8           | 84,3    | 72,4       |
| Asiatiques        | 17,3           | 1,6     | 4,8        |
| Afro-Américains   | 2,8            | 9,1     | 12,6       |
| Métis             | 2,1            | 2,0     | 2,9        |
| Autres            | 0,9            | 2,7     | 6,4        |
| Amérindiens       | 0,1            | 0,3     | 0,9        |
| Total             | 100            | 100     | 100        |
|                   |                |         |            |
| Latino-Américains | 3,6            | 6,0     | 16,7       |

Selon l'American Community Survey pour la période 2011-2015, 71,67 % de la population âgée de plus de 5 ans déclare parler l'anglais à la maison, 10,60 % déclare parler une langue chinoise, 3,06 % l'espagnol, 2,82 % le coréen, 1,46 % l'hindi, 0,97 % le vietnamien, 0,90 % le russe, 0,84 % le français, 0,68 % l'arabe, 0,56 % le japonais, 0,51 % l'allemand et 5,92 % une autre langue.